# Milarit
Milarit ist ein eher selten vorkommendes Mineral aus der Mineralklasse der „Silikate und Germanate“ mit der Endgliedzusammensetzung K◻2Ca2(Be2Al)[Si12O30]·H2O und ist damit ein wasserhaltiges Kalium-Calcium-Beryllium-Aluminium-Silikat. Strukturell ist Milarit ein Ringsilikate (Cyclosilikat) aus der Milaritgruppe.
Milarit kristallisiert im hexagonalen Kristallsystem und entwickelt meist nadelige bis langprismatische Kristalle, kommt aber auch in Form körniger Mineral-Aggregate vor. In reiner Form ist Milarit farblos und durchsichtig. Durch vielfache Lichtbrechung aufgrund von Gitterbaufehlern oder polykristalliner Ausbildung kann er aber auch weiß erscheinen und durch Fremdbeimengungen eine graue, hellgelbe oder hellgrüne Farbe annehmen, wobei die Transparenz entsprechend abnimmt.

## Etymologie und Geschichte
Der Name des in den 1870er Jahren entdeckten Milarits leitet sich von der Lokalität Val Milà im Tujetsch/Kanton Graubünden (Schweiz) ab, welche ursprünglich für den Erstfundort gehalten wurde. Später stellte sich heraus, dass die damals untersuchte Probe aus dem unmittelbar westlich angrenzenden Val Giuv stammte. Seither wurden weltweit zahlreiche Fundstellen bekannt. Doch ist zu vermuten, dass Milarit weit häufiger auftritt als bisher angenommen, da er aufgrund seines Aussehens (Kristalltracht, -habitus, Farbe), seiner physikalischen Eigenschaften und der typischen Paragenese leicht mit Apatit oder gar mit Quarz (Bergkristall) verwechselt werden kann und daher möglicherweise oft übersehen wird.

## Klassifikation
In der veralteten 8. Auflage der Mineralsystematik nach Strunz gehörte der Milarit zur Mineralklasse der „Silikate“ und dort zur Abteilung „Ringsilikate (Cyclosilikate)“, wo er gemeinsam mit Armenit, Merrihueit, Osumilith, Roedderit, Sogdianit und Yagiit in der „Milaritgruppe“ mit der Systemnummer VIII/C.10 steht.
In der zuletzt 2018 überarbeiteten Lapis-Systematik nach Stefan Weiß, die formal auf der alten Systematik von Karl Hugo Strunz in der 8. Auflage basiert, erhielt das Mineral die System- und Mineralnummer VIII/E.22-015. Dies entspricht der Klasse der „Silikate“ und dort der Abteilung „Ringsilikate“, wo Milarit zusammen mit Agakhanovit-(Y), Almarudit, Armenit, Berezanskit, Brannockit, Chayesit, Darapiosit, Dusmatovit, Eifelit, Emeleusit, Faizievit, Friedrichbeckeit, Klöchit, Lipuit, Merrihueit, Oftedalit, Osumilith, Osumilith-(Mg), Poudretteit, Roedderit, Shibkovit, Sogdianit, Sugilith, Trattnerit, Yagiit und Yakovenchukit-(Y) die „Doppelte Sechserringe [Si12O30]12− – Milarit-Osumilith-Gruppe“ mit der Systemnummer VIII/E.22 bildet.
Die von der International Mineralogical Association (IMA) zuletzt 2009 aktualisierte 9. Auflage der Strunz’schen Mineralsystematik ordnet den Milarit in die Klasse der „Silikate und Germanate“ und dort in die Abteilung „Ringsilikate (Cyclosilikate)“ ein. Hier ist das Mineral in der Unterabteilung „[Si6O18]12−-Sechser-Doppelringe“ zu finden, wo es zusammen mit Almarudit, Armenit, Berezanskit, Brannockit, Chayesit, Darapiosit, Dusmatovit, Eifelit, Friedrichbeckeit, Klöchit, Merrihueit, Oftedalit, Osumilith, Osumilith-(Mg), Poudretteit, Roedderit, Shibkovit, Sogdianit, Sugilith, Trattnerit und Yagiit die „Milaritgruppe“ mit der Systemnummer 9.CM.05 bildet.
In der vorwiegend im englischen Sprachraum gebräuchlichen Systematik der Minerale nach Dana hat Milarit die System- und Mineralnummer 63.02.01a.12. Das entspricht der Klasse der „Silikate“ und dort der Abteilung „Ringsilikate: Kondensierte Ringe“. Hier findet er sich innerhalb der Unterabteilung „Ringsilikate: Kondensierte, 6-gliedrige Ringe“ in der „Milarit-Osumilith-Gruppe (Milarit-Osumilith-Untergruppe)“, in der auch Brannockit, Chayesit, Darapiosit, Eifelit, Merrihueit, Osumilith, Osumilith-(Mg), Poudretteit, Sugilith, Yagiit, Dusmatovit, Sogdianit, Roedderit, Berezanskit, Shibkovit, Trattnerit, Almarudit, Oftedalit, Klöchit und Friedrichbeckeit eingeordnet sind.

## Kristallstruktur

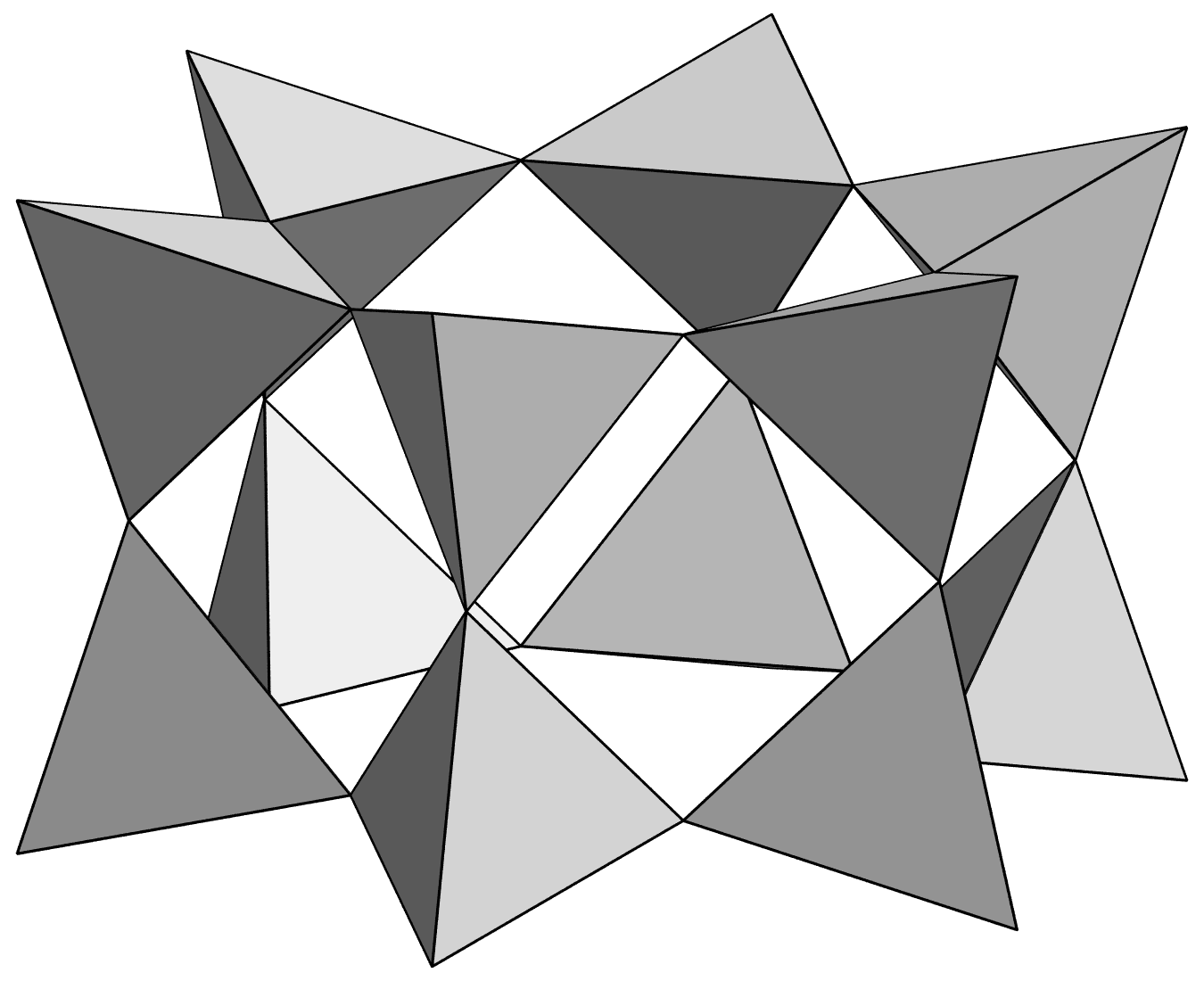
Unverzweigter 6er-Doppelring des Milarit

Milarit kristallisiert mit hexagonaler Symmetrie der Raumgruppe P6/mcc (Raumgruppen-Nr. 192) und den Gitterparametern a = 10,41 Å und c = 13,79 Å sowie 2 Formeleinheiten pro Elementarzelle.
Milarit ist ein Ringsilikat mit unverzweigten 6er-Doppelringen als Anionenkomplex. In der Milaritstruktur ist die 12-fach koordinierte C-Position ist voll besetzt mit Kalium (K−) und die 9-fach koordinierte B-Position kann variable Mengen Kristallwasser (H2O) enthalten. Die oktaedrisch koordinierte A-Position ist voll besetzt mit 2 Calciumionen (Ca2+). Die 4-fach koordinierte T2-Position ist gemischt besetzt mit zwei Berylliumionen (Be2+) und einem Aluminiumion (Al3+) und die ebenfalls 4-fach koordinierte T1-Position, die die 6er-Doppelringe aufbaut, enthält nur Silizium (Si4+).

## Bildung und Fundorte

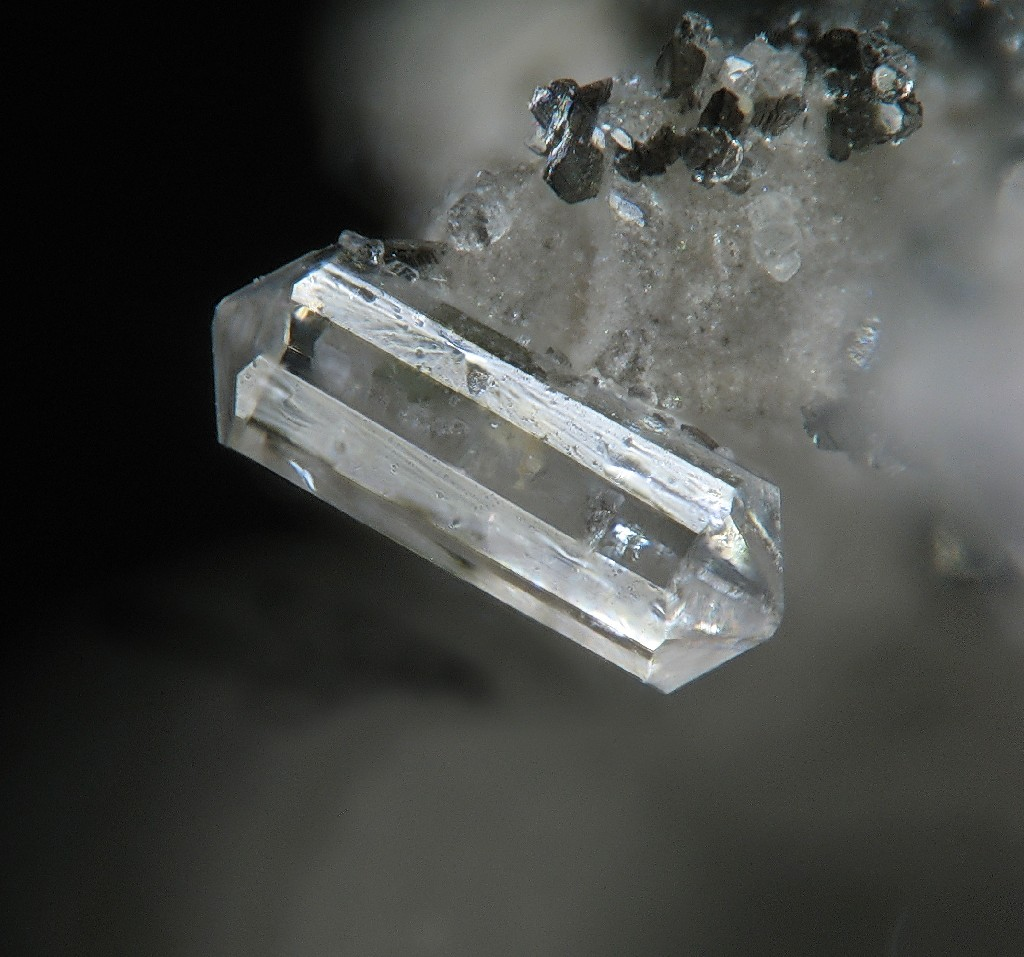
Perfekt gewachsener, dihexagonal-dipyramidaler Milaritkristall

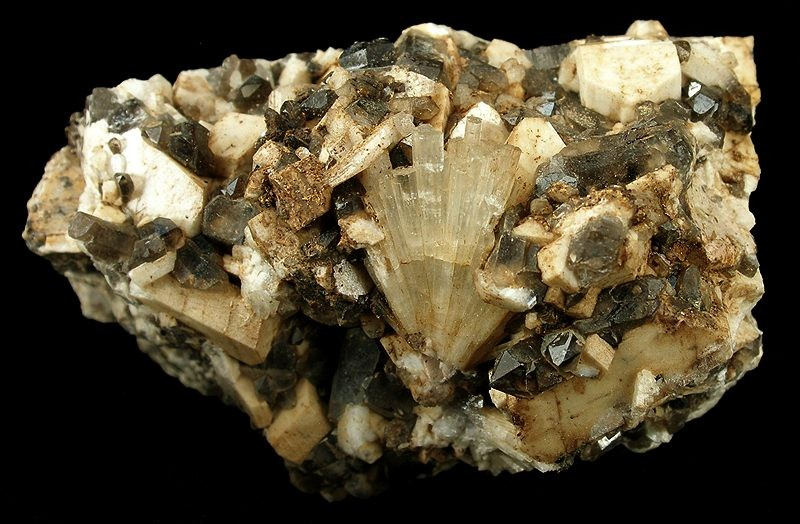
Radialstrahliger Milarit vom Middle Moat Mountain, Carroll County (New Hampshire), New Hampshire, USA (Größe: 7,4 cm × 6,9 cm × 3,9 cm)

Milarit ist ein ausgesprochenes Niederdruckmineral und wird bei Temperaturen von ca. 250 bis 200 °C und dem Vorhandensein alkalischer Fluide gebildet. Das Mineral tritt daher in spätmagmatisch entstandenen Gesteinen wie Pegmatiten und Miarolen in Plutoniten, in hydrothermalen Erzlagerstätten sowie als alpines Kluftmineral auf. Auch als Alterationsprodukt anderer Berylliumminerale ist Milarit bekannt.
Klassische Fundorte von Milarit liegen in den zentralen Schweizer Alpen, z. B. im Gebiet des Vorderrheintals (Val Giuv, Val Strem, Val Val), am Tysfjord in Norwegen und in Namibia (Rössing-Mine).

## Verwendung
Die Nutzung von Milarit beschränkt sich auf die gelegentliche Verarbeitung zu Schmucksteinen. Vom Vorkommen der Rössing-Mine in Namibia ist Milarit in Edelsteinqualität bekannt.